# Metalonicera edulis
Metalonicera edulis là một loài thực vật có hoa trong họ Kim ngân. Loài này được (Turcz. ex Freyn) M. Wang & A.G. Gu mô tả khoa học đầu tiên năm 1988.